# دوغ روبنسون
دوغ روبنسون (بالفرنسية: Doug Robinson)‏ (و. 1940  م) هو لاعب هوكي الجليد كندي، ولد في سانت كاثرينز، مركز لعبه هو جناح ‏.

## روابط خارجية
- دوغ روبنسون على موقع دوري الهوكي الوطني (الإنجليزية)
- دوغ روبنسون على موقع EliteProspects.com (الإنجليزية)
- دوغ روبنسون على موقع HockeyDB.com (الإنجليزية)
- دوغ روبنسون على موقع Hockey-Reference.com (الإنجليزية)